# Embajada de España en Eslovenia
La Embajada de España en Eslovenia es la máxima representación legal del Reino de España en la República de Eslovenia. 

## Embajador
El actual embajador es Juan de Arístegui Laborde, quien fue nombrado por el gobierno de Pedro Sánchez el 7 de abril de 2020.

## Misión diplomática
El Reino de España concentra su actividad diplomática en la Embajada ubicada en Liubliana creada en 1998.

## Historia
Las relaciones entre España y Eslovenia son buenas. Ambos países comparten intereses y objetivos en su vocación multilateralista, en los asuntos mediterráneos en materia de ampliación de la Unión Europea, a los Balcanes Occidentales y Turquía y en la necesidad de incrementar los esfuerzos para reanudar el diálogo con Rusia sobre la crisis en Ucrania. Las relaciones de estos dos países vienen definidas principalmente por la membresía de ambos a la OTAN y a la Unión Europea.

## Demarcación
Con anterioridad a la creación de la Embajada de España en Eslovenia en Eslovenia en 1998, la representación española en el país balcánico dependía de la Embajada española en Viena (Austria). 